# دوري أمريكا الشمالية 2015
دوري أمريكا الشمالية 2015 (بالإنجليزية: 2015 North American Soccer League season)‏ هو الموسم 5 من دوري أمريكا الشمالية. أشرف على تنظيمه دوري أمريكا الشمالية، وكان عدد الأندية المشاركة فيه 10، وفاز فيه New York Cosmos (2010) ‏.